# Tadeu de Almeida Furtado
Tadeu de Almeida Furtado (Salamanca, 9 de fevereiro de 1812 — Porto, 12 de março de 1901), foi um pintor, retratista e miniaturista luso-espanhol.

## Biografia

### Infância e juventude
Nascido a 9 de fevereiro de 1812, no bairro de San Martín, em Salamanca, Tadeu Maria de Almeida Furtado era filho do famoso pintor e miniaturista José de Almeida Furtado, conhecido como "O Gata", natural de Viseu, e de Maria do Loreto Amezqueta, natural de Salamanca. Era o primogénito dos oito filhos do casal, sendo irmão de Francisca de Almeida Furtado, sua discípula, e de Doroteia, Eugénia, Rosa, Maria das Dores, José e Francisco de Almeida Furtado, sendo o último o único da família a não seguir carreira artística.
Ainda criança com seus pais e irmãos muda-se para a cidade de Viseu, em Portugal. Iniciado nos estudos artísticos por seu pai, recebeu deste lições de pintura e desenho, ensinamentos decisivos e marcantes para a sua carreira profissional. Posteriormente, após a morte do seu pai, Tadeu de Almeida Furtado mudou-se já adulto para a cidade do Porto, com a família, em 1834.

### Carreira
Deu aulas particulares de Desenho no Colégio Francês e Inglês, sito na Rua da Picaria, no Porto, que era dirigido por Mademoiselle Auta Pawley de Araújo. Lecionou também na Academia Portuense de Belas Artes. Em 1837 era segundo agregado de Desenho nesta Academia. Em 1843 foi nomeado professor substituto de Desenho, depois de disputar o lugar com António Marques da Silva Figueiredo. Em 1866 assumiu funções como professor proprietário, sendo nomeado secretário da Academia. Em 1870 integrou a comissão reformadora do Ensino Artístico, criada nesse ano, tendo elaborado cinco anos mais tarde um documento relativo ao estado da Academia. Jubilou-se em 1881 (decreto de 3 de novembro desse ano).
Almeida Furtado foi nomeado, em 1855, para integrar a comissão permanente do Museu Portuense, atual Museu Nacional de Soares dos Reis, e, no ano anterior, para ser correspondente da Sociedade Promotora de Belas Artes.
Participou em várias exposições trienais da Academia Portuense de Belas Artes. Na 6.ª edição, decorrida em 1857, apresentou o desenho A contemplação da miniatura; na 7.ª, em 1860, o desenho A lição de geografia; na 8.ª, em 1863, um desenho a esfuminho intitulado O Preguiçoso; na 10.ª, em 1897, um desenho-retrato.
Executando ao longo da sua carreira vários trabalhos a aguarela e pastel, foi no retrato em miniatura que se revelou um distinto pintor. Mestre de suas irmãs, Francisca, Doroteia e Maria das Dores, transmitiu-lhes o gosto por este género, tornando-se estas conhecidas pela qualidade de execução das suas obras, tendo-lhes, inclusive, sido encomendados inúmeros retratos de importantes personagens da época.
O artista José de Almeida e Silva dedicou-lhe uma das páginas do jornal humorístico Charivari, em 1890. O discípulo e amigo José de Brito e o colega Marques de Oliveira pintaram o seu retrato (obras do Museu Nacional de Soaress dos Reis, datadas de 1890-1900 e 1880, respetivamente).
É autor da obra Apontamentos para a historia da Academia Portuense de Bellas-Artes, datada de 1892, que enviou ao congresso pedagógico de Madrid. Foi convidado para integrar a subcomissão do Porto da comissão executiva das homenagens ao pintor Silva Porto, em 1893, ano de falecimento do mesmo. Presidiu a esta comissão em 1894.
Colaborou na revista editada pelo Centro Artístico Portuense: A arte portugueza (1882-1884).

### Falecimento e posteridade
Não casou nem deixou descendência. Faleceu a 12 de março de 1901, aos 89 anos de idade, na sua residência, casa n.º20 do Campo da Regeneração, freguesia de Cedofeita, na cidade do Porto. Encontra-se sepultado no Cemitério do Prado do Repouso, na mesma cidade.
As suas obras encontram-se em coleções privadas e leilões de arte e antiguidades, assim como em diversas exposições permanentes e temporárias no Museu Nacional de Arte Antiga, em Lisboa, Museu Nacional Grão Vasco, em Viseu, e no Museu Nacional de Soares dos Reis, no Porto.

## Galeria

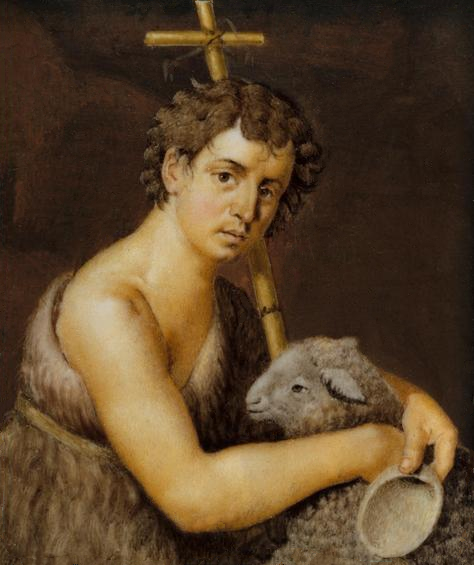
São João Baptista (Museu Nacional Grão Vasco, Viseu)
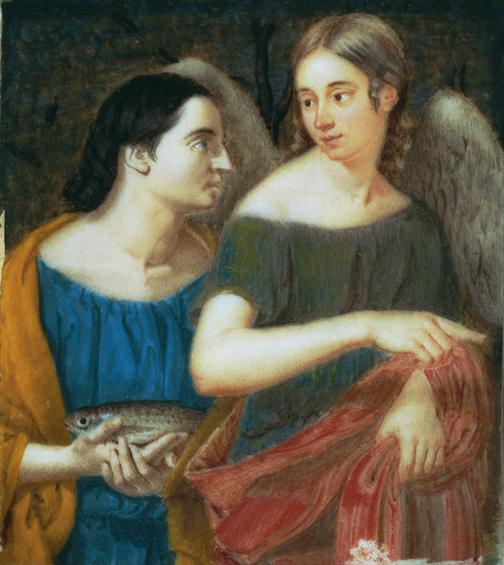
Tobias e o Anjo (Museu Nacional Grão Vasco, Viseu)
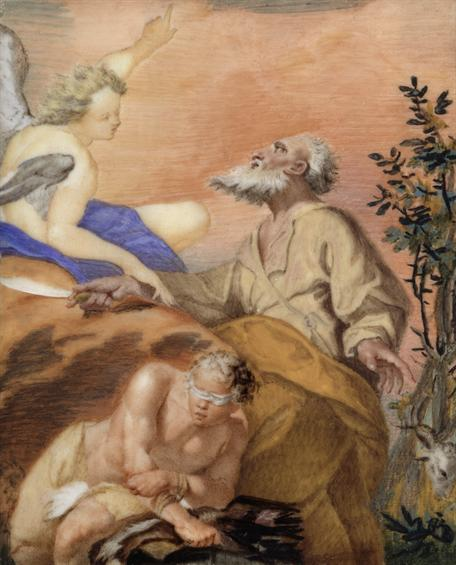
O Sacrifício de Abraão (Museu Nacional Grão Vasco, Viseu)
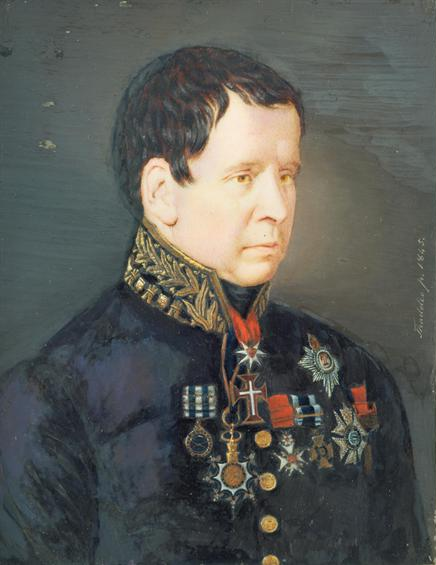
Retrato do Visconde de Beire, c. 1845 (Museu Nacional Soares dos Reis, Porto)
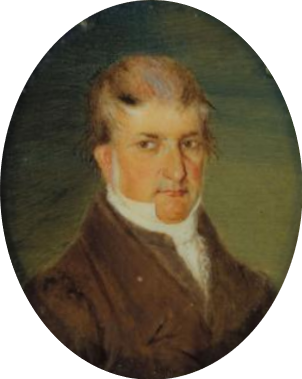
Retrato de Manuel Borges Carneiro (Museu Nacional de Arte Antiga, Lisboa)

### Leitura complementar
- A arte em família – os Almeida Furtados. Viseu: IPM/ Museu Grão Vasco, 1998.